# Karel Pazderský
Karel Pazderský (29. dubna 1894, Krchleby – 12. března 1945, koncentrační tábor Mauthausen) byl český učitel a malíř – autodidakt.

## Život
Narodil se jako předposlední z jedenácti dětí; všichni jeho starší sourozenci se během světové hospodářské krize odstěhovali za prací do USA. V roce 1909 byl přijat na učitelský ústav v Hradci Králové; v době studia byl také brankářem místního fotbalového klubu. Po absolvování ústavu v roce 1913 působil pedagogicky v různých obcích na Čáslavsku a okolí, mimo jiné v Třeboníně, Horušicích, Chotusicích, Zboží či v Míčově. V míčovském kostele sv. Matouše také namaloval dnes zničenou stropní fresku.
V roce 1915 byl povolán do rakouské armády (zřejmě k 21. čáslavskému pěšímu pluku) a zúčastnil se dvou polních tažení na ruské frontě. Kvůli zranění strávil zbytek války ve Vídni, kde učil na tamní české menšinové škole.
Od roku 1918 vyučoval na škole v obci Horky u Žehušic; zde se seznámil se svojí budoucí manželkou Kamilou. Poté učil ve škole ve Vlkanči, kde se jeho ženě narodil syn Karel a dcery Věra a Marie. Po otevření pomocné třídy v Čáslavi zde 1. září 1924 začal vyučovat postiženou mládež. Za svoji práci v této třídě byl několikrát vyznamenán Zemskou školskou radou (např.v roce 1937). Současně vyučoval na místním učitelském ústavu, učil kreslení na učňovských školách a vedl modelářské kursy. V Čáslavi byl také zpěvákem a archivářem místního pěveckého spolku Hlahol, vzdělavatelem Sokola a věnoval se i sportu – držel krajský rekord ve skoku o tyči a byl brankářem místního fotbalového klubu SK Čáslav.
Jeho životním koníčkem byla výtvarná tvorba – stal se autorem mnoha akvarelů i olejomaleb, na nichž zachytil městská zákoutí či architektonické dominanty obcí na Čáslavsku, věnoval se i krajinomalbě. Dvěma díly je reprezentován ve stálé expozici galerie Městského muzea a knihovny Čáslav.
Za okupace r. 1942 byl pro neárijský původ manželky, se kterou se odmítl rozvést, propuštěn ze školství. Dne 16. ledna 1943 byl zatčen gestapem a převezen nejprve Kolína, poté do Terezína a nakonec do koncentračního tábora Sachsenhausen. Zemřel na přelomu dubna a května roku 1945 po evakuaci (pochodu smrti) v koncentračním táboře Mauthausen.
Jeho vnučkou je česká výtvarnice Kamila Ženatá.

## Galerie

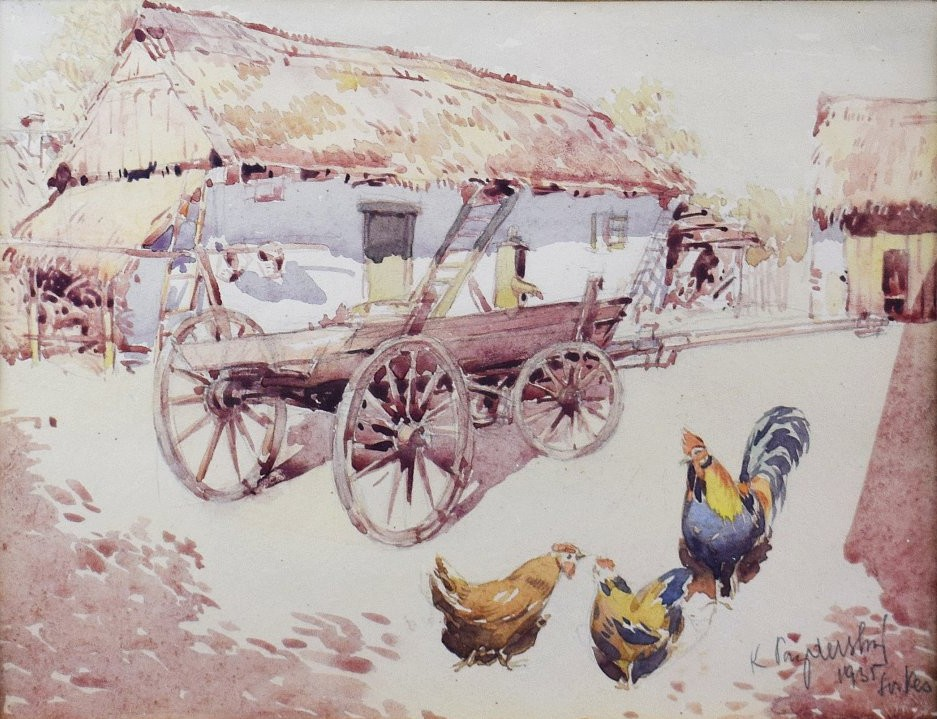
Dvorek (1935)
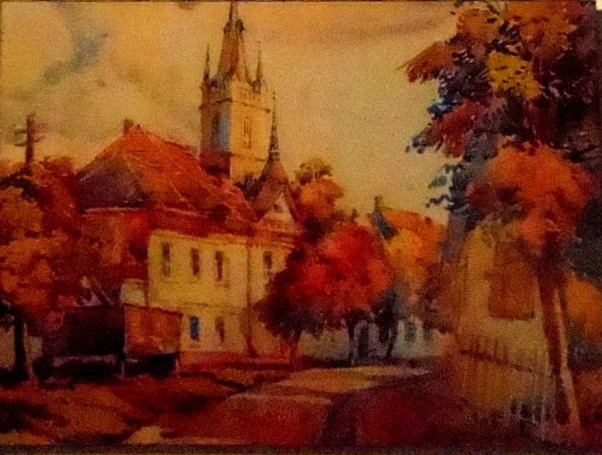
Partie s Čáslavi